# 切巴爾庫爾
54°59′N 60°22′E / 54.983°N 60.367°E
切巴爾庫爾是俄羅斯車里雅賓斯克州中部的一個城市。2002年時人口為47,144人。
切巴爾庫爾於1736年建立，1951年10月25日正式設市。